# Parafia św. Barbary w Sikorzu
Parafia pw. Świętej Barbary w Sikorzu – parafia rzymskokatolicka należąca do dekanatu dobrzyńskiego nad Wisłą, diecezji płockiej, metropolii warszawskiej. 